# S-Bahn Rostock

Linjenätet.

S-Bahn Rostock är ett pendeltågsnät i Tyskland i förbundslandet Mecklenburg-Vorpommern. Nätet består av tre linjer och den första linjen öppnade 28 september 1974. 

## Linjenätet
Linje S1 går från Rostock Hauptbahnhof till Warnemünde järnvägsstation. Linje S2 och S3 går parallellt med S1, men fortsätter genom Rostock Hauptbahnhof mot förorter söder om Rostock, och möts i Güstrow.

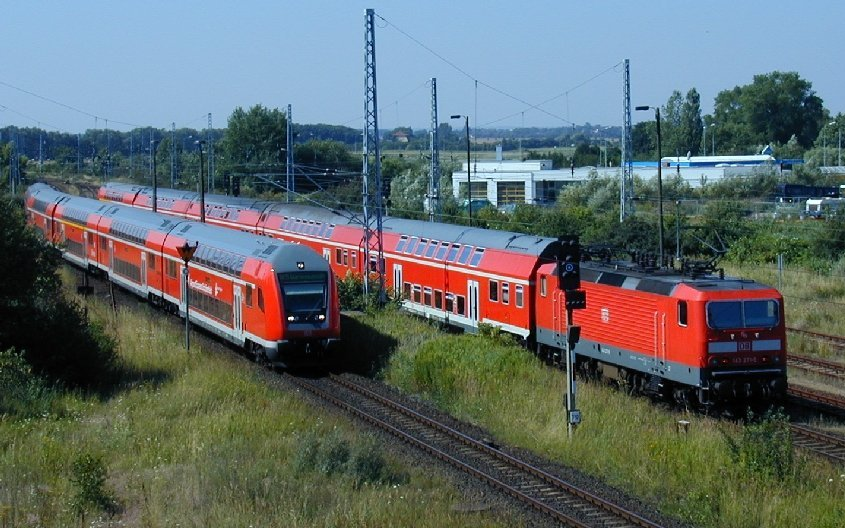
Äldre dubbeldäckartåg.

| Linje | Antal stationer | Längd i km | Restid | Stationer |
| ----- | --------------- | ---------- | ------ | --- |
| S1    | 10              | 13.3       | 20     | Warnemünde - Warnemünde Werft - R.-Lichtenhagen - R.-Lütten Klein - R.-Evershagen - R.-Marienehe - R.-Bramow - R.-Holbeinplatz - R.-Parkstraße - Rostock Hauptbahnhof                                                                                                |
| S2    | 17              | 47,6       | 58     | Warnemünde - Warnemünde Werft - R.-Lichtenhagen - R.-Lütten Klein - R.-Evershagen - R.-Marienehe - R.-Bramow - R.-Holbeinplatz - R.-Parkstraße - Rostock Hauptbahnhof - Papendorf - Pölchow - Huckstorf - Schwaan - Mistorf - Lüssow - Güstrow                       |
| S3    | 18              | 58.1       | 74     | Warnemünde - Warnemünde Werft - R.-Lichtenhagen - R.-Lütten Klein - R.-Evershagen - R.-Marienehe – R.-Bramow - R. Holbeinplatz - R. Parkstraße - Rostock Hauptbahnhof - Kavelstorf - Scharstorf - Kronskamp - Laage - Subzin-Liessow - Plaaz - Priemerburg - Güstrow |